# Sveti Križ (Budinščina)
Sveti Križ es una localidad de Croacia en el municipio de Budinščina, condado de Krapina-Zagorje.

## Geografía
Se encuentra a una altitud de 223 m s. n. m. a 53,9 km de la capital nacional, Zagreb.

## Demografía
En el censo 2021, el total de población de la localidad fue de 121 habitantes.